# Byrsonima linguifera
Byrsonima linguifera är en tvåhjärtbladig växtart som beskrevs av José Cuatrecasas. Byrsonima linguifera ingår i släktet Byrsonima och familjen Malpighiaceae. Inga underarter finns listade i Catalogue of Life.